# أحمد رشيد (لاعب كرة قدم مالديفي)
أحمد رشيد مواليد 8 يوليو 1988 في المالديف، هو لاعب كرة قدم مالديفي. يلعب كمهاجم.